# Glostrup-filmen
Glostrup-filmen er en dansk dokumentarfilm fra 1947 instrueret af John Christiansen og Helge Petersen.

## Handling
Denne artikel mangler et handlingsreferat. Hjælp os med at skrive det.